# ورونیک وندل
ورونیک واندل (فرانسوی: Véronique Vendell‎؛ زادهٔ ۲۱ ژوئیهٔ ۱۹۴۲) بازیگر اهل فرانسه است.
از فیلم‌هایی که وی در آنها نقش داشته‌است، می‌توان به برهنه می‌بینم، باربارلا، من او را خوب می‌شناختم، عبور از مرز جهنم، صلیب آهنین، شب ژنرال‌ها، بکت، مایرلینگ، ساحره‌ها، رئیس پلیس پپه و تعطیلات آخر هفته، به سبک ایتالیایی اشاره کرد.